# Maurizio Micheli
Maurizio Micheli, (Livorno, 3 de fevereiro de 1947) é um ator, autor, diretor e roteirista de cinema, de televisão e de teatro italiano.

## Biografia
Nascido em Livorno em 1947, aos 11 anos Micheli mudou-se para Bari com a família, e aos 20 mudou-se para Milão onde frequentou e se formou na Escola de Arte Dramática do Piccolo Teatro. Entre o final dos anos '70 e '80 obteve grande popularidade como comediante, por meio de uma série de emissões de sucesso, incluindo Fantastico, W le donne, Al Paradise e A tutto gag. Também foi muito ativo no teatro, enquanto sua atividade no cinema foi menos significativa. Em 1999 recebeu a honrarìa de Oficial da República Italiana.
Em 2002 publicou o romance Garibaldi amore mio, de Baldini & Castoldi, do qual foi encenada uma comédia para a temporada 2003-2004 com a produção do Teatro Franco Parenti em Milão.

## Teatro
- (1974) Patria e mammà, written and dircted[2]
- (1975) Giovinezza addio!, escrito e dirigido por ele mesmo
- (1975) Magic Modern Macbett, escrito e dirigido por ele mesmo
- (1978) Mi voleva Strehler, escrito e dirigido por ele mesmo
- (1979) C'era un sacco di gente soprattutto giovani, de Umberto Simonetta
- (1980) Né bello né dannato, escrito e dirigido por ele mesmo
- (1981) L'opera dello sghignazzo, de Dario Fo
- (1984) Nudo e senza meta, escrito e dirigido por ele mesmo
- (1985) Il contrabbasso, de Patrick Süskind, dir. Marco Risi, (apresentadp ao Festival dei Due Mondi)
- (1988) In America lo fanno da anni, escrito com Umberto Simonetta
- (1989) Romance Romance, dir. Luigi Squarzina
- (1991) L'ultimo degli amanti focosi, de Neil Simon
- (1992) Disposto a tutto, escrito com Enrico Vaime
- (1993) Cantando Cantando, escrito por ele mesmo, dir. Gianni Fenzi, com Benedicta Boccoli
- (1994) Buonanotte Bettina, of Garinei e Giovannini, dir. de Gianni Fenzi com Benedicta Boccoli, Miranda Martino, Aldo Ralli
- (1996) Un paio d'ali, of Garinei e Giovannini, dir. Pietro Garinei, com Sabrina Ferilli, Maurizio Mattioli, Aurora Banfi
- (1998) Un mandarino per Teo, de Garinei e Giovannini, dir. Gino Landi, com Enzo Garinei Aurora Banfi, Vincenzo Crocitti
- (2000) Polvere di Stelle (adaptação de Maurizio Micheli ao Polvere di stelle de Alberto Sordi), dir. Marco Mattolini, with Benedicta Boccoli
- (2001) Anfitrião de Plauto, dir. Michele Mirabella, com Benedicta Boccoli, Claudio Angelini, Matteo Micheli
- (2002) Le pillole d'Ercole, de Charles Maurice Hennequin e Paul Bilhaud, dir. Maurizio Nichetti com Benedicta Boccoli, Claudio, Angelini
- (2004) Garibaldi amore mio, escrito por ele mesmo, dir. Michele Mirabella, com Claudio Angelini, Paola Lorenzoni, Anna Casalino
- (2005) La Presidentessa, dir. Gigi Proietti, com Sabrina Ferilli
- (2007) Il contrabbasso, de Patrick Süskind, dir. Marco Risi
- (2007) Il letto ovale, de Ray Cooney e John Chapman, dir. Gino Landi, com Barbara d'Urso e (anos depois) Maria Laura Baccarini
- (verão 2007) Il Paese dei Campanelli, dir. Maurizio Nichetti
- (verão 2008) Cin Ci La, dir. Maurizio Nichetti
- (2009) Italiani si nasce e noi lo nacquimo, escrito e dirigido com with Tullio Solenghi, dir. Marcello Cotugno, com Fulvia Lorenzetti, Matteo Micheli
- (2012) George Dandin ou le Mari confondu, de Molère, dir. Alberto Gagnarli, com Benedicta Boccoli, Aldo Ralli, Matteo Micheli
- (2012) L'apparenza inganna, de Francis Veber, escrito e dirigido com Tullio Solenghi
- (2012) Anche nelle migliori famiglie, escrivido e atuado por Maurizio Micheli, dir Federico Vigorito, com Aldo Ralli, e desde [2013]] Paolo Gattini
- (2013-2015-2016) Signori... le paté de la maison, de "Le Prenom" de Matthieu DeLaporte e Alexandre De La Patelliere, adatação Carlo Buccirosso e Sabrina Ferilli, dir. Maurizio Micheli. Com Sabrina Ferilli, Pino Quartullo, Massimiliano Giovanetti, Claudiafederica Petrella, Liliana Oricchio.
- (2015) Un coperto in più, de Maurizio Costanzo, dir. Gianfelice Imparato, com Vito, Loredana Giordano, Alessia Fabiani.
- (2016-2017-2018) Uomo solo in fila, monólogo escrito e dirigido por ele mesmo
- (2017-2018) Il più brutto weekend della nostra vita, de Norman Foster, com Benedicta Boccoli, Nini Salerno, Antonella Elia. Dir. Maurizio Micheli.
- (2019) Tempi nuovi, texto e direção Cristina Comencini, com Iaia Forte
- (2020) Su con la vita texto e dir. Maurizio Micheli, com Benedicta Boccoli, Nini Salerno, Nina Pons[3]; [4]

## Honrarías
4a classe / Oficial : Ufficiale Ordine al Merito della Repubblica Italiana (76744), 27 de dezembro 1999